# 天王寺 (台东区)
天王寺（日语：／ Ten'nōji）是位于日本台东区谷中的佛寺。该寺属于天台宗，全名为“护国山尊重院天王寺（護国山尊重院天王寺）”

## 文献资料
- 斎藤幸雄; 武笠三. .  第 3 卷. 有朋堂書店. 2009-07-08: 260,263–265 [1914]  [2021-07-02]. （原始内容存档于2021-07-09） （日语）.

## 相关项目
- 谷中七福神（日语：谷中七福神）

- 感应寺（日语：感応寺 (豊島区)）

- 幸田露伴《五重塔（日语：五重塔 (小説)）》

- 笠森稻荷（日语：笠森稲荷）

- 谷中灵园